# Dead Man (canción de Pearl Jam)
«Dead Man» es una canción del grupo de rock Pearl Jam, grabada durante las sesiones del cuarto álbum de la banda No Code y lanzada como Lado B del sencillo "Off He Goes". La grabación de la canción aparecen todos los miembros de la banda con excepción de Mike McCready.
«Dead Man» fue escrita originalmente para la Banda sonora de la película Dead Man Walking, pero fue dejada de lado y se incluyó en su lugar la canción "Dead Man Walkin'" de Bruce Springsteen. Más tarde aparecería en la recopilación de Lados B y rarezas de Pearl Jam, el álbum Lost Dogs. Posteriormente, una regrabación de "Dead Man" interpretada por Eddie Vedder aparecería en la edición extendida de la Banda sonora de Dead Man Walking lanzada en 2006.